# Novoveská
Novoveská nebo též Novoveská čtvrť je osada města Štěpánov v okrese Olomouc. Nachází se asi 2 km severozápadně od centra Štěpánova, 11 km jihozápadně od Šternberka a asi 15 km severozápadně od centra Olomouce. V roce 2021 zde žilo 61 obyvatel v 27 domech.
V osadě je registrováno 29 čísel popisných. Novoveská je oddělena od zástavby Štěpánova asi 280 metrů dlouhým úsekem. Prochází tudy silnice III/44618. Nedaleko na západ od Novoveské prochází silnice II/446 a na severovýchod od osady protéká řeka Oskava.